# Richard Desjardins
Pour les articles homonymes, voir Desjardins.
Richard Desjardins, né le 16 mars 1948 à Rouyn-Noranda, est un auteur-compositeur-interprète et cinéaste québécois

## Biographie
Originaire d'Abitibi-Témiscamingue, Richard Desjardins est le quatrième d'une famille de cinq enfants. Sa mère lui enseigne le piano. À partir de seize ans, il accompagne son frère aîné, en tournée dans la région, avant de jouer ensuite dans différents orchestres.
De 1975 à 1982, il est le chanteur et leader de la formation Abbittibbi, qui a d'abord fait paraître un seul disque, Boom Town Café. Cette formation joue des succès anglophones et des chansons écrites par Richard Desjardins. Devant le relatif insuccès, le groupe cesse peu à peu ses activités et Desjardins emménage à Montréal.
En 1989, grâce aux souscriptions de quatre cents personnes, il produit Les Derniers Humains, son premier disque solo. Ce disque est réenregistré en 1992 à la Chapelle du Bon Pasteur après le succès obtenu par son second effort solo Tu m'aimes-tu (125 000 exemplaires vendus) et la bande originale du film Le Party de Pierre Falardeau. En 1990, il reçoit le Prix miroir de la chanson francophone par le Festival d'été de Québec, et les prix Félix 1991 de l'auteur-compositeur de l’année et de l'album populaire de l'année.
Il joue trois soirs au Théâtre de la Ville à Paris et jouera par la suite de nombreuses fois en France (Bataclan, Olympia). En 1992, Francis Cabrel reprend sa chanson Quand j'aime une fois, j'aime pour toujours, sortie initialement en 1990 sur Tu m'aimes-tu. Fin 1993, sa tournée se conclut par le disque Richard Desjardins au Club Soda. En 1994 sort l'album Chaude était la nuit fait avec les membres d'Abbittibbi. Un album Abbittibbi Live est enregistré à Magog et conclut la tournée. En 1998, il sort un troisième album studio solo intitulé Boom Boom, qui est suivi d'une nouvelle tournée québécoise échelonnée sur près de deux ans.
Il devient coréalisateur avec Robert Monderie de deux documentaires, notamment L'Erreur boréale en 1999, film sur la mauvaise gestion forestière québécoise qui force le gouvernement libéral à mettre sur pied, en 2003, la commission Coulombe, une commission d'étude scientifique, technique, publique et indépendante, chargée d’examiner la gestion des forêts du domaine de l’État. L'Erreur boréale reçoit le prix Jutra du meilleur documentaire en 1999.
En 2003, sort son quatrième album studio intitulé Kanasuta. En 2005, le DVD Kanasuta – Là où les diables vont danser contient un enregistrement du spectacle suivi du documentaire L'Erreur boréale.
En 2004, avec l'Orchestre symphonique de Trois-Rivières et son directeur Gilles Bellemare, Richard Desjardins présente le spectacle Desjardins symphonique, enregistré et diffusé par Radio Canada. Ce concert paraît en CD en 2009.
En 2007, il coréalise avec Robert Monderie le documentaire Le Peuple invisible, consacré à la nation algonquine.
Il a reçu de nombreux prix au cours de sa carrière, récompensant aussi bien son œuvre musicale (Prix Félix, Académie Charles-Cros, etc.) que documentaire (Prix Jutra, etc.). En 2006, Richard Desjardins a fait son entrée dans le Petit Larousse. L'Université du Québec en Abitibi-Témiscamingue (UQAT) lui remet un doctorat honoris causa ès arts lors de la session de clôture du 5e Congrès mondial d’éducation relative à l’environnement, le 13 mai 2009. Il est invité en avril 2010 à l'abbaye de Fontevraud pour une représentation publique d'Aliénor un récit qu'il a publié en 2008 aux éditions Lux, inspiré des derniers moments de la vie d'Aliénor d'Aquitaine à Fontevraud.
Le 25 février 2010, Richard Desjardins a signé, avec 500 artistes, l'appel pour appuyer la « Campagne internationale de Boycott, désinvestissement et sanctions contre l'apartheid israélien ».
En octobre 2011, il présente son nouveau film, Trou story dont le sujet est la gestion douteuse de l'industrie minière du Québec par l'industrie privée en collaboration avec le gouvernement. Desjardins aura donc produit, avec Robert Monderie, deux documentaires chocs sur deux piliers, menacés, de l'économie québécoise : les forêts et les mines.

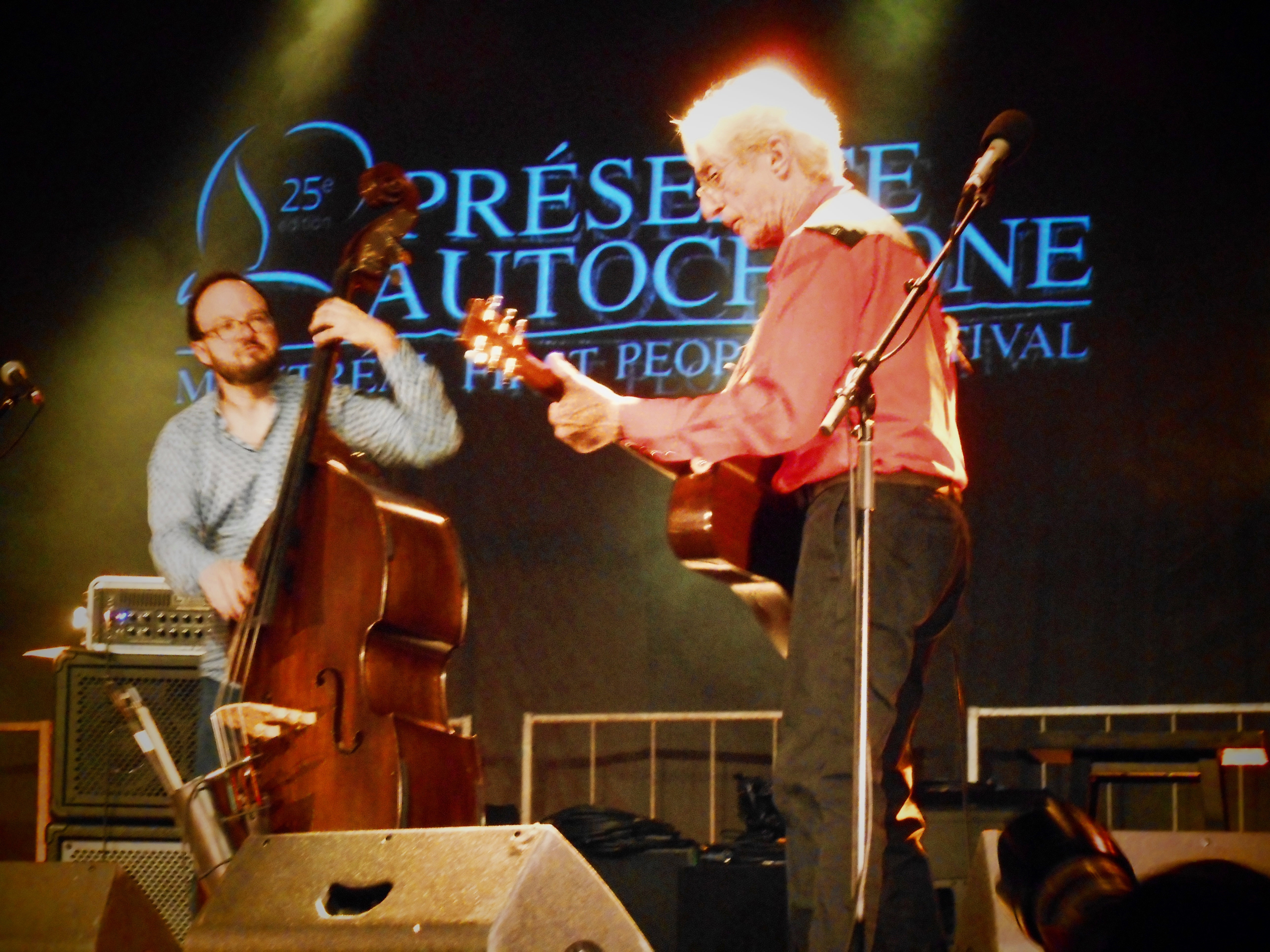
Présence autochtone, juillet 2015

À l'occasion de l'élection provinciale partielle dans Bonaventure (décembre 2011), il soutient publiquement la candidate de Québec solidaire.
En 2012, l'acteur Yvan Garouel lui dédie un concert à Paris à l'Essaïon où il interprète ses chansons après une première partie consacrée à Gérard Manset.
En 2014, Richard Desjardins présente, sous le titre Soleil d'Espagne, une série de concerts consacrés à l'œuvre de Federico García Lorca, accompagné par le violoniste Alexandre Da Costa et le guitariste Alexandre Éthier.
En 2017, quatorze interprètes ont participé au projet de Steve Jolin, Chanter Richard Desjardins, un album hommage à Richard Desjardins, à sa maison de disques rouyn-norandienne,.
En 2018 Desjardins a participé au Festival des guitares du monde à Rouyn-Noranda en Abitibi.
Durant l'été 2018, une fresque murale de 950 mètres, représentant les plus belles chansons de Richard Desjardins, a été peinte sur un des murs du viaduc du boulevard Rideau à Rouyn-Noranda.
En 2019, la réalisatrice Lisette Marcotte lui consacre un documentaire, Le dernier Nataq. Le film propose un portrait de l'artiste à la lumière de son sentiment d'appartenance à Rouyn-Noranda, sa ville d'origine. Présenté en première mondiale en 2019 au Festival du cinéma international en Abitibi-Témiscamingue, le film prend l'affiche au Québec en 2021.
Le 14 octobre 2023, le film réalisé par Desjardins nommé Chip Chip - Chopin par Desjardins parût sur ICI TÉLÉ dans le cadre de l'émission Doc humanité. À travers celui-ci, Desjardins part de son Abitibi natale pour suivre les traces de Frédéric Chopin, celui qu'il considère comme le plus grand compositeur-pianiste de tous les temps.
En 2025, Richard Desjardins performe à l’émission Star Académie en tant qu’invité.

## Discographie

### Albums
- 1981 : Boom Town Café (avec Abbittibbi), Ensemble (épuisé, réédité en 2018 chez Fukinic)
- 1988 : Les Derniers Humains, Fukinic
- 1990 : Tu m'aimes-tu, Fukinic
- 1992 : Les Derniers Humains, Fukinic (nouvel enregistrement)
- 1993 : Richard Desjardins au Club Soda, album en concert, Fukinic
- 1994 : Chaude était la nuit (avec Abbittibbi), Fukinic
- 1996 : Desjardins Abbittibbi Live (avec Abbittibbi), Fukinic
- 1998 : Boom Boom, Fukinic
- 2003 : Kanasuta, Fukinic
- 2009 : Richard Desjardins symphonique
- 2011 : L'Existoire, Fukinic

### Participations
- 2004 : Un trésor dans mon jardin
  - La Marmite (Gilles Vigneault)
- 2005 : Le temps d'une chanson... Le temps de dire je t'aime
  - Avec nos yeux, avec nos mains (reprise de Claude Léveillée)
- 2007 : Forestare
  - Les yankees
  - La maison est ouverte
- 2007 : Fabuleuse mélodie de Frédéric Petitpin
  - Les petits poissons de Madame Grumelette
- 2007 : Duos Dubois
  - Le Labrador (reprise de Claude Dubois, en duo avec Gilles Vigneault)

### DVD
- 2005 : Kanasuta - Là où les diables vont danser
  - Le spectacle Kanasuta (enregistré salle J.-A. Thompson à Trois-Rivières le 22 mars 2005)
  - Entrevue réalisée en avril 2005
  - L'Erreur boréale

### Compilations
- 2005 : Anthologie (compilation)

### Bandes sonores
- 1990 : Le Party (bande originale du film de Pierre Falardeau)

## Filmographie

### Acteur
- 1990 : Le Party – Bébé, détenu chantant Le Screw
- 1996 : Golden Boy – lui-même

### Réalisateur
- 1977 : Comme des chiens en pacage (coréalisation avec Robert Monderie)
- 1982 : Mouche à feu (coréalisation avec Robert Monderie)
- 1999 : L'Erreur boréale (coréalisation avec Robert Monderie)
- 2007 : Le Peuple invisible (coréalisation avec Robert Monderie)
- 2010 : Trou story (coréalisation avec Robert Monderie)
- 2023 : Chip-Chip: Chopin[13]

### Recherchiste
- 1984 : Noranda (un film de Daniel Corvec et Robert Monderie)

## Ouvrages
- Richard Desjardins, Paroles de chansons, VLB éditeur, 1992  (ISBN 2890054497)
- Carole Couture, Richard Desjardins : la parole est mine d'or, Montréal, Éditions Triptyque, 1999  (ISBN 2890313298)
- Richard Desjardins, La Mer intérieure, recueil, éditions Docteur Sax, 2000
- Marcel Saucier, matin de guerre, Les 400 coups, 2005  (ISBN 2-89540-276-0) (livre accompagné d'un CD audio - préface et lecture par Richard Desjardins)
- Jacques Julien, Richard Desjardins, l'activiste enchanteur, Triptyque, 2007  (ISBN 2890316076)
- Richard Desjardins, Aliénor, éditions Lux, 2008  (ISBN 9782895960614)
- Geneviève Béland et Henri Jacob, La dernière si on la perd, Éditions du Quartz, 2024 (signature de la préface),  (ISBN 9782924031568).

## Prix et récompenses
- L'UQAT lui décerne un doctorat honoris causa ès arts le 13 mai 2009 pour souligner son apport exceptionnel comme artiste engagé dans la lutte pour la justice sociale et sa contribution essentielle à l'avènement d'une éco-société[14]
- Il est récipiendaire, en 2007, de la Médaille de l'Assemblée nationale[15].

### ADISQ
- 2004 : Richard Desjardins voit son travail récompensé, le 31 octobre 2004, alors que l'ADISQ lui décerne cinq Félix, dont ceux de l'Auteur et compositeur de l'année, du Spectacle de l'année (catégorie auteur-compositeur-interprète) et de l'Album de l'année (catégorie populaire), pour Kanasuta.
- Félix de l'album de l'année - adulte contemporain et spectacle de l'année (auteur-compositeur-interprète) pour l'Existoire.

### PourL'Erreur boréale
- 1999 : Grand prix du festival, mention environnement, Festival international du film nature et environnement de Grenoble, France
- 1999 : Prix du reportage magazine, Festival international du film d'environnement de Paris
- 1999 : Prix du développement durable en milieu rural, Festival international du film environnemental Ecofilm, Lille, France
- 1999 : Prix Robert-Claude Bérubé, décerné par l'Office des communications sociales
- 1999 : Prix Gémeaux (Québec), Meilleur montage
- 1999 : Prix Jutra (Québec), Meilleur documentaire
- 2000 : Prix Frederick Todd, pour la contribution exceptionnelle à l'avancement de l'architecture de paysage au Québec, décerné par l'Association des architectes paysagistes du Québec
- 2000 : Prix Solidarité Canada-Sahel, décerné à une personne ayant contribué de manière significative à la lutte contre la désertification

### PourLe Peuple invisible
- 2008 : Prix Jutra (Québec), Meilleur documentaire pour Le Peuple invisible